# Fed Cup 2006
La Fed Cup 2006 corresponde a la 44.ª edición del torneo de tenis femenino más importante por naciones. 8 equipos participaron en el Grupo Mundial.

## Grupo Mundial
| Equipos participantes | Equipos participantes | Equipos participantes | Equipos participantes |
| Austria               | Bélgica               | Francia               | Alemania              |
| Italia                | Rusia                 | España                | Estados Unidos        |
| --------------------- | --------------------- | --------------------- | --------------------- |

## Eliminatorias
|  | Cuartos de final | Cuartos de final |         |                | Semifinales | Semifinales |  |        | Final            | Final            |  |
|  | 22-23 abril      | 22-23 abril      |         |                | 15-16 julio | 15-16 julio |  |        | 16-17 septiembre | 16-17 septiembre |  |
|  |                  |                  |         |                |             |             |  |        |                  |                  |  |
|  |                  |                  |         |                |             |             |  |        |                  |                  |  |
|  | Francia          | 1                |         |                |             |             |  |        |                  |                  |  |
|  | Francia          | 1                |         |                |             |             |  |        |                  |                  |  |
|  | Italia           | 4                |         |                |             |             |  |        |                  |                  |  |
|  | Italia           | 4                |         | Italia         | 3           |             |  |        |                  |                  |  |
|  |                  |                  |         | Italia         | 3           |             |  |        |                  |                  |  |
|  |                  |                  | España  | 1              |             |             |  |        |                  |                  |  |
|  | España           | 5                | España  | 1              |             |             |  |        |                  |                  |  |
|  | España           | 5                |         |                |             |             |  |        |                  |                  |  |
|  | Austria          | 0                |         |                |             |             |  |        |                  |                  |  |
|  | Austria          | 0                |         |                |             |             |  | Italia | 3                |                  |  |
|  |                  |                  |         |                |             |             |  | Italia | 3                |                  |  |
|  |                  |                  | Bélgica | 2              |             |             |  |        |                  |                  |  |
|  | Alemania         | 2                | Bélgica | 2              |             |             |  |        |                  |                  |  |
|  | Alemania         | 2                |         |                |             |             |  |        |                  |                  |  |
|  | Estados Unidos   | 3                |         |                |             |             |  |        |                  |                  |  |
|  | Estados Unidos   | 3                |         | Estados Unidos | 1           |             |  |        |                  |                  |  |
|  |                  |                  |         | Estados Unidos | 1           |             |  |        |                  |                  |  |
|  |                  |                  | Bélgica | 4              |             |             |  |        |                  |                  |  |
|  | Bélgica          | 3                | Bélgica | 4              |             |             |  |        |                  |                  |  |
|  | Bélgica          | 3                |         |                |             |             |  |        |                  |                  |  |
|  | Rusia            | 2                |         |                |             |             |  |        |                  |                  |  |
|  | Rusia            | 2                |         |                |             |             |  |        |                  |                  |  |
|  |                  |                  |         |                |             |             |  |        |                  |                  |  |

- En cursiva equipos que juegan de local.
- Los perdedores de la primera ronda, juegan contra los que se clasifican en el grupo mundial.

### Final
| Spiroudome, Charleroi, Bélgica 16 al 17 de septiembre de 2006 |                    |                                         |    |   |   |          |  |  |  |
| \| 1 \| \| Kirsten Flipkens \| 1 \| 3 \| \| \| \| \| \| \| 1 \| \| Francesca Schiavone \| 6 \| 6 \| \| \| \| \| \| \| 2 \| \| Justine Henin-Hardenne \| 6 \| 7 \| \| \| \| \| \| \| 2 \| \| Flavia Pennetta \| 4 \| 5 \| \| \| \| \| \| \| 3 \| \| Justine Henin-Hardenne \| 6 \| 7 \| \| \| \| \| \| \| 3 \| \| Francesca Schiavone \| 4 \| 5 \| \| \| \| \| \| \| 4 \| \| Kirsten Flipkens \| 7 \| 3 \| 0 \| \| \| \| \| \| 4 \| \| Mara Santangelo \| 64 \| 6 \| 6 \| \| \| \| \| \| 5 \| \| Kirsten Flipkens-Justine Henin-Hardenne \| 6 \| 2 \| 0 \| retirada \| \| \| \| \| 5 \| \| Francesca Schiavone-Roberta Vinci \| 3 \| 6 \| 2 \| \| \| \| \| |                    |                                         |    |   |   |          |  |  |  |
| 1 | Bandera de Bélgica | Kirsten Flipkens                        | 1  | 3 |   |          |  |  |  |
| 1 | Bandera de Italia  | Francesca Schiavone                     | 6  | 6 |   |          |  |  |  |
| 2 | Bandera de Bélgica | Justine Henin-Hardenne                  | 6  | 7 |   |          |  |  |  |
| 2 | Bandera de Italia  | Flavia Pennetta                         | 4  | 5 |   |          |  |  |  |
| 3 | Bandera de Bélgica | Justine Henin-Hardenne                  | 6  | 7 |   |          |  |  |  |
| 3 | Bandera de Italia  | Francesca Schiavone                     | 4  | 5 |   |          |  |  |  |
| 4 | Bandera de Bélgica | Kirsten Flipkens                        | 7  | 3 | 0 |          |  |  |  |
| 4 | Bandera de Italia  | Mara Santangelo                         | 64 | 6 | 6 |          |  |  |  |
| 5 | Bandera de Bélgica | Kirsten Flipkens-Justine Henin-Hardenne | 6  | 2 | 0 | retirada |  |  |  |
| 5 | Bandera de Italia  | Francesca Schiavone-Roberta Vinci       | 3  | 6 | 2 |          |  |  |  |

## Repesca Grupo Mundial de 2006
| Sede de la confrontación | Superficie  | Ganador | Marcador | Perdedor        |
| ------------------------ | ----------- | ------- | -------- | --------------- |
| Tokio                    | Indoor dura | Japón   | 5-0      | Austria         |
| Cagnes-sur-Mer           | Arcilla     | Francia | 3–2      | República Checa |
| Pekín                    | Indoor dura | China   | 4–1      | Alemania        |
| Umag                     | Arcilla     | Rusia   | 3–2      | Croacia         |

## Grupo Mundial 2
El Grupo Mundial 2 de la Copa Fed se disputó los días 21 y 22 de abril de 2006, y los resultados de esta fase se detallan en el siguiente esquema:
| Sede de la confrontación | Superficie     | Ganador         | Marcador | Perdedor  |
| ------------------------ | -------------- | --------------- | -------- | --------- |
| Tokio                    | Indoor dura    | Japón           | 4–1      | Suiza     |
| Zagreb                   | Indoor moqueta | Croacia         | 3–2      | Argentina |
| Bangkok                  | Dura           | República Checa | 4-1      | Tailandia |
| Yakarta                  | Dura           | China           | 4–0      | Indonesia |

## Repesca Grupo Mundial 2 de 2006
La repesca del Grupo Mundial 2 de 2006 de Copa Fed se disputó los días 14 y 15 de julio de 2006, y los resultados de esta fase se detallan en el siguiente esquema:
| Sede de la confrontación | Superficie  | Ganador    | Marcador | Perdedor  |
| ------------------------ | ----------- | ---------- | -------- | --------- |
| Ramat HaSharon           | Dura        | Israel     | Walkover | Indonesia |
| Edmonton                 | Dura        | Canadá     | 3–2      | Argentina |
| Bratislava               | Indoor dura | Eslovaquia | 5-0      | Tailandia |
| Chavannes-de-Bogis       | Dura        | Australia  | 5-0      | Suiza     |

## Zona Americana

### Grupo 1
- Brasil
- Canadá — promocionado a repesca del Grupo Mundial 2.
- Chile
- Colombia
- Cuba - relegado al Grupo 2 en 2007.
- México
- Puerto Rico
- Uruguay - relegado al Grupo 2 en 2007.

### Grupo 2
- Bermudas
- Bolivia
- República Dominicana — promocionado al Grupo 1 en 2007.
- Panamá
- Paraguay
- Venezuela — promocionado al Grupo 1 en 2007.

## Zona Asia/Oceanía

### Grupo 1
- Australia — promocionado a repesca del Grupo Mundial 2.
- China Taipéi
- India
- Nueva Zelanda - relegado al Grupo 2 en 2007.
- Filipinas - relegado al Grupo 2 en 2007.
- Corea del Sur
- Uzbekistán

### Grupo 2
- Hong Kong — promocionado al Grupo 1 en 2007.
- Kazajistán — promocionado al Grupo 1 en 2007.
- Singapur
- Siria

## Zona Europa/África

### Grupo 1
- Bielorrusia
- Bulgaria
- Dinamarca
- Estonia
- Finlandia - relegado al Grupo 2 en 2007.
- Reino Unido
- Hungría
- Israel — promocionado a repesca del Grupo Mundial 2.
- Luxemburgo
- Países Bajos
- Rumania
- Serbia y Montenegro
- Eslovaquia — promocionado a repesca del Grupo Mundial 2.
- Eslovenia
- Sudáfrica - relegado al Grupo 2 en 2007.
- Suecia
- Ucrania

### Grupo 2
- Georgia
- Grecia
- Irlanda - relegado al Grupo 3 en 2007.
- Letonia - relegado al Grupo 3 en 2007.
- Lituania — promocionado al Grupo 1 en 2007.
- Polonia — promocionado al Grupo 1 en 2007.
- Portugal

### Grupo 3
- Azerbaiyán
- Bosnia y Herzegovina — promocionado al Grupo 2 en 2007.
- Botsuana
- Egipto
- Islandia
- Liechtenstein
- Moldavia
- Namibia
- Noruega — promocionado al Grupo 2 en 2007.
- Túnez
- Turquía